# Ricard Salvat i Ferré
Ricard Salvat i Ferré (Tortosa, 17 augustus 1934 – Barcelona, 24 maart 2009) was een Catalaanse schrijver, dramaturg, regisseur en hoogleraar.

## Leven
Salvat i Ferré werd geboren te Tortosa in de comarca Baix Ebre. Tijdens zijn studie filologie aan de Universiteit van Barcelona op het einde van de jaren 1950 behoorde hij tot een vriendengroep met schrijvers zoals Salvador Giner, Feliu Formosa en Josep Carandell, wat zijn interesse voor de Catalaanse literatuur en in het bijzonder voor het toneel opwekte. Hij profiteerde daarbij van een lichte ontspanning in het dictatoriale regime die iets minder streng tegen uitvoeringen in andere talen dan het Castiliaans optrad dan in de begindagen van het franquisme.
In 1956 richtte hij samen met Miquel Porter i Mox een eerste theatergroep op die gespecialiseerd was in improvisatie op thema's uit het publiek. In 1960 volgde dan samen met Maria Aurèlia Capmany i Farnés de toneelschool Escola d'Art Dramàtic Adrià Gual (1960-1978), waarmee hij de vernieuwende dramatiek van Bertolt Brecht en andere moderne toneelschrijvers naar Spanje bracht.. Hiermee leverde hij een belangrijke bijdrage aan de modernisering van het Catalaanse theater in de nadagen van het franquisme toen het officiële toneel gebukt ging onder traditionalisme en nationaalkatholieke censuur.
Hij was hulpdocent aan de Universiteit van Barcelona. Toen de hoogleraar en filosoof José Luis López Aranguren in 1965 wegens zijn kritiek op het regime ontslagen werd, heeft Salvat samen met enkele andere academici eveneens zijn ontslag ingediend. Drie jaar later heeft hij zijn leeropdracht terug opgenomen. In 1974 heeft hij zijn doctorstitel en werd hoogleraar in Barcelona en van 2001 tot 2003 in Tarragona.
In 1965 regisseerde hij in het Teatre Romea de Ronda de Mort a Sinera met teksten van Salvador Espriu, een werk dat in het algemeen als een scharniermoment in het hedendaagse Catalaanse theater beschouwd wordt. De uitvoering had ook als gevolg dat Espriu met zijn veelgelezen gedichten "de stem van het volk" werd en daardoor een belangrijke figuur in de catalanistische verzetsbeweging. Een jaar later was hij betrokken bij de Caputxinada, een hevige confrontatie tussen de Guardia Civil en het groeiende verzet tegen Francisco Franco.
Na de Spaanse democratische overgang (1975-78) bleef hij actief als regisseur en hoogleraar. Voor zijn verdienste voor de cultuur kreeg hij in 1996 het Creu de Sant Jordi, een van de hoogste Catalaanse onderscheidingen en in 1999 de Premi Nacional de Teatre.
Ricard Salvat i Ferré overleed op 24 maart 2009 na een hersenberoerte op 74-jarige leeftijd in Barcelona.

## Werken
Salvat i Ferré heeft in zijn hele leven een 150-tal stukken geregisseerd, waaronder de opera Tannhäuser van Richard Wagner in het Liceu in 1987, De feeks wordt getemd van William Shakespeare in 1990, en Okupes al Museu del Prado van A. Miralles. Zijn laatste regie was Un dia. Mirall trencat, naar de roman van Mercè Rodoreda, in 2008 in het Teatre Borràs in Barcelona.

### Theater
- 1961: Mort d'home
- 1965: Nord enllà
- 1981: Salvat-Papasseit i la seva època

### Essays
- 1966: El teatre contemporani
- 1971: Els meus muntatges teatrals
- 1980: El teatre a Barcelona durant la il·luminació de gas i l'espectacle del XIX a Catalunya
- 1990: Escrits per al teatre
- 1999: Quan el temps es fa espai. La professió de mirar.

## Onderscheidingen en erkenning
- 1959: Premi Joanot Martorell
- 1996: Creu de Sant Jordi
- 1999: Premi Nacional de Teatre van de Catalaanse regering
- 2003: Medalla d'Or al Mèrit Artístic van de stad Barcelona

- Biblioteca Nacional de España: XX1063760
- Bibliothèque nationale de France: cb120539925 (data)
- Catàleg d'autoritats de noms i títols de Catalunya: 981058513994006706
- CiNii: DA12928777
- Gemeinsame Normdatei: 132163144
- International Standard Name Identifier: 0000 0001 1598 2826
- Library of Congress Control Number: n81150092
- Nationale bibliotheek van Australië: 35208700
- Nationale Bibliotheek van Israël: 987007342301405171
- Nederlandse Thesaurus van Auteursnamen: 073323845
- Système universitaire de documentation: 028772776
- Virtual International Authority File: 14789652
- WorldCat: E39PBJtRQvrmfqDKwWcjywYpT3